# Dainhat
Dainhat là một thành phố và khu đô thị của quận Barddhaman thuộc bang Tây Bengal, Ấn Độ.

## Nhân khẩu
Theo điều tra dân số năm 2001 của Ấn Độ, Dainhat có dân số 22.593 người. Phái nam chiếm 51% tổng số dân và phái nữ chiếm 49%. Dainhat có tỷ lệ 66% biết đọc biết viết, cao hơn tỷ lệ trung bình toàn quốc là 59,5%: tỷ lệ cho phái nam là 72%, và tỷ lệ cho phái nữ là 59%. Tại Dainhat, 12% dân số nhỏ hơn 6 tuổi.